# Протонотаро (Месина)
Протонотаро је насеље у Италији у округу Месина, региону Сицилија.
Према процени из 2011. у насељу је живело 602 становника. Насеље се налази на надморској висини од 129 м.